# Eupithecia trampa
Eupithecia trampa là một loài bướm đêm trong họ Geometridae.